# 8つの練習曲 作品42
「8つの練習曲　作品42」（やっつのれんしゅうきょく さくひん42）は、アレクサンドル・スクリャービンが1903年に作曲したピアノ曲である。

## 構成
- 第1番　変ニ長調　4分の3拍子　プレスト　2部形式

左手と右手のリズムの比が5:9というポリリズムで始まる。このポリリズムは曲の後半で6対9になるが、そこでは6分割が（3＋3）と2つに、9分割が（3＋3＋3）と3つにグルーピングされ、2拍子対3拍子のポリメートルムになっている。
- 第2番　嬰ヘ短調　4分の2拍子　3部形式

右手と左手の比が基本的に3:5のポリリズムとなっていて、さらに左手の5連符の伴奏が16分音符2つ分だけ小節線の前にずらされているクロスフレーズの曲である。
- 第3番　嬰ヘ長調　8分の6拍子　プレスティッシモ　2部形式

トリルの練習曲。3オクターヴ（嬰へ～3点嬰へ）の狭い音域のなかで、左手の8分音符の伴奏にのって急速な半音のトリルが奏される。「蚊」と呼ばれることもある。
- 第4番　嬰ヘ長調　4分の3拍子　アンダンテ

構成は2部形式〔A・B〕〔A′・B′〕だが、最初のA部分の終わりが調的に終止しないでB部分に移行するのに対し、後半のA′部分は嬰ヘ長調の主和音で終止していることから、〔A・B・A・コーダ（B素材）〕の3部形式と捉えることもできる。
- 第5番　嬰ハ短調　8分の12拍子　アッファナート

和声的なa部分と、旋律性の豊かなb部分の交代によって構成されている〔a・a′・b・a″・b′・コーダ〕。それぞれの部分は、繰り返されるたびに、音価を細分化したり、分散和音を和音にしたり、音域を広げたりするなど変奏される。基本的に曲全体が一つの大きなクレッシェンドになるように構成されている。
- 第6番　変ニ長調　4分の3拍子　エザルタート　3部形式

左手と右手が3:5（再現部は4:5）のポリリズムの分散和音によるパッセージの上で、旋律が歌われる。
- 第7番　ヘ短調　4分の2拍子　アジタート　2部形式

左手と右手が4:3のポリリズムの曲である。
- 第8番　変ホ長調　4分の4拍子　アレグロ　3部形式

左手と右手が3:5のポリリズムの曲である。また、左手は1音分、右手は2音分が小節線の前へずらされるクロスフレーズとなっている。